# Bataille de Nishapur
Conquête musulmane de la Perse
Batailles
Mésopotamie
- Chains
- River
- Walaja
- Ullais
- Hira
- Al-Anbar
- Ayn al-Tamr
- Muzayyah
- Saniyy
- Zumail
- Firaz
- Namaraq
- Kaskar
- Buwayb
- Pont
- al-Qadisiyyah
- Burs
- Babylone
- Ctésiphon
- Jalula

Khouzistan
- Hormizd-Ardashir
- Suse
- Ram-Hormizd
- Shushtar
- Gundishapur

Nord de la Perse
- Tabaristan
- Arménie
- Azerbaïdjan

Perse Centrale
- Nahāvand
- Spahan
- Waj Rudh
- Ray

Pars
- Bishapur
- Darabgerd
- 1st Estakhr
- Gor
- 2nd Estakhr

Kerman
- Sirjan
- Qeshm

Sistan
- Zaranj

Khorasan
- Oxus River
- Nishapur
- Herat
- Badghis

La bataille de Nishapur a été disputée en 652 entre les Karen-Pahlav et le califat des Rachidoune avec leurs alliés de la famille Kanārangīyān.